# Campionat del Món de motocròs 2011
La temporada de 2011 del Campionat del Món de motocròs fou la 55a edició d'aquest campionat, organitzat per la FIM. El calendari oficial constava de 15 Grans Premis, celebrats entre el 10 d'abril i l'11 de setembre.

## Sistema de puntuació
Barem de puntuació de 2002 ençà:
| Posició | 1  | 2  | 3  | 4  | 5  | 6  | 7  | 8  | 9  | 10 | 11 | 12 | 13 | 14 | 15 | 16 | 17 | 18 | 19 | 20 |
| Punts   | 25 | 22 | 20 | 18 | 16 | 15 | 14 | 13 | 12 | 11 | 10 | 9  | 8  | 7  | 6  | 5  | 4  | 3  | 2  | 1  |

## Grans Premis

### MX1 i MX2
| Ronda | Data           | Gran Premi                       | Lloc                | Classe | 1a mànega          | 2a mànega          | Guanyador          |
| ----- | -------------- | -------------------------------- | ------------------- | ------ | ------------------ | ------------------ | ------------------ |
| 1     | 10 d'abril     | Gran Premi de Bulgària           | Sevlievo            | MX1    | Steven Frossard    | Clément Desalle    | Clément Desalle    |
| 1     | 10 d'abril     | Gran Premi de Bulgària           | Sevlievo            | MX2    | Ken Roczen         | Ken Roczen         | Ken Roczen         |
| 2     | 25 d'abril     | Gran Premi dels Països Baixos    | Valkenswaard        | MX1    | Antonio Cairoli    | Maximilian Nagl    | Antonio Cairoli    |
| 2     | 25 d'abril     | Gran Premi dels Països Baixos    | Valkenswaard        | MX2    | Jeffrey Herlings   | Jeffrey Herlings   | Jeffrey Herlings   |
| 3     | 15 de maig     | Gran Premi dels Estats Units     | Glen Helen          | MX1    | Clément Desalle    | Clément Desalle    | Clément Desalle    |
| 3     | 15 de maig     | Gran Premi dels Estats Units     | Glen Helen          | MX2    | Ken Roczen         | Ken Roczen         | Ken Roczen         |
| 4     | 22 de maig     | Gran Premi del Brasil            | Indaiatuba          | MX1    | Antonio Cairoli    | David Philippaerts | David Philippaerts |
| 4     | 22 de maig     | Gran Premi del Brasil            | Indaiatuba          | MX2    | Ken Roczen         | Jeffrey Herlings   | Jeffrey Herlings   |
| 5     | 5 de juny      | Gran Premi de França             | Saint-Jean-d'Angély | MX1    | Steven Frossard    | Clément Desalle    | Steven Frossard    |
| 5     | 5 de juny      | Gran Premi de França             | Saint-Jean-d'Angély | MX2    | Ken Roczen         | Tommy Searle       | Tommy Searle       |
| 6     | 12 de juny     | Gran Premi de Portugal           | Águeda              | MX1    | Clément Desalle    | Clément Desalle    | Clément Desalle    |
| 6     | 12 de juny     | Gran Premi de Portugal           | Águeda              | MX2    | Ken Roczen         | Tommy Searle       | Jeffrey Herlings   |
| 7     | 19 de juny     | Gran Premi d'Espanya             | La Bañeza           | MX1    | Steven Frossard    | Antonio Cairoli    | Antonio Cairoli    |
| 7     | 19 de juny     | Gran Premi d'Espanya             | La Bañeza           | MX2    | Ken Roczen         | Ken Roczen         | Ken Roczen         |
| 8     | 3 de juliol    | Gran Premi de Suècia             | Uddevalla           | MX1    | Steven Frossard    | Steven Frossard    | Steven Frossard    |
| 8     | 3 de juliol    | Gran Premi de Suècia             | Uddevalla           | MX2    | Ken Roczen         | Ken Roczen         | Ken Roczen         |
| 9     | 10 de juliol   | Gran Premi d'Alemanya            | Teutschenthal       | MX1    | Evgeny Bobryshev   | Evgeny Bobryshev   | Evgeny Bobryshev   |
| 9     | 10 de juliol   | Gran Premi d'Alemanya            | Teutschenthal       | MX2    | Ken Roczen         | Gautier Paulin     | Ken Roczen         |
| 10    | 17 de juliol   | Gran Premi de Letònia            | Kegums              | MX1    | Antonio Cairoli    | Antonio Cairoli    | Antonio Cairoli    |
| 10    | 17 de juliol   | Gran Premi de Letònia            | Kegums              | MX2    | Ken Roczen         | Ken Roczen         | Ken Roczen         |
| 11    | 31 de juliol   | Gran Premi de Bèlgica            | Lommel              | MX1    | Antonio Cairoli    | Antonio Cairoli    | Antonio Cairoli    |
| 11    | 31 de juliol   | Gran Premi de Bèlgica            | Lommel              | MX2    | Jeffrey Herlings   | Jeffrey Herlings   | Jeffrey Herlings   |
| 12    | 7 d'agost      | Gran Premi de la República Txeca | Loket               | MX1    | Antonio Cairoli    | Clément Desalle    | Clément Desalle    |
| 12    | 7 d'agost      | Gran Premi de la República Txeca | Loket               | MX2    | Ken Roczen         | Ken Roczen         | Ken Roczen         |
| 13    | 21 d'agost     | Gran Premi de Gran Bretanya      | Matterley Basin     | MX1    | Christophe Pourcel | Antonio Cairoli    | Antonio Cairoli    |
| 13    | 21 d'agost     | Gran Premi de Gran Bretanya      | Matterley Basin     | MX2    | Ken Roczen         | Ken Roczen         | Ken Roczen         |
| 14    | 4 de setembre  | Gran Premi d'Alemanya            | Gaildorf            | MX1    | Evgeny Bobryshev   | Christophe Pourcel | Antonio Cairoli    |
| 14    | 4 de setembre  | Gran Premi d'Alemanya            | Gaildorf            | MX2    | Ken Roczen         | Tommy Searle       | Tommy Searle       |
| 15    | 11 de setembre | Gran Premi d'Itàlia              | Fermo               | MX1    | Gautier Paulin     | Christophe Pourcel | Gautier Paulin     |
| 15    | 11 de setembre | Gran Premi d'Itàlia              | Fermo               | MX2    | Tommy Searle       | Jeffrey Herlings   | Jeffrey Herlings   |

### MX3
| Ronda | Data         | Gran Premi              | Lloc                 | 1a mànega     | 2a mànega     | Guanyador     |
| ----- | ------------ | ----------------------- | -------------------- | ------------- | ------------- | ------------- |
| 1     | 17 d'abril   | Gran Premi de Grècia    | Megalòpolis          | Julien Bill   | Anul·lada     | Julien Bill   |
| 2     | 24 d'abril   | Gran Premi de Bulgària  | Troyan               | Milko Potisek | Milko Potisek | Milko Potisek |
| 3     | 12 de juny   | Gran Premi de Finlàndia | Vantaa               | Julien Bill   | Julien Bill   | Julien Bill   |
| 4     | 19 de juny   | Gran Premi d'Úmbria     | Castiglione del Lago | Julien Bill   | Julien Bill   | Julien Bill   |
| 5     | 26 de juny   | Gran Premi d'Eslovàquia | Šenkvice             | Milko Potisek | Julien Bill   | Julien Bill   |
| 6     | 10 de juliol | Gran Premi d'Ucraïna    | Txernivtsí           | Milko Potisek | Julien Bill   | Julien Bill   |
| 7     | 17 de juliol | Gran Premi d'Eslovènia  | Orehova vas          | Julien Bill   | Julien Bill   | Julien Bill   |
| 8     | 7 d'agost    | Gran Premi de França    | Lacapelle-Marival    | Julien Bill   | Julien Bill   | Julien Bill   |

## MX1

### Classificació final
| Posició | Pilot              | Motocicleta | Punts |
| ------- | ------------------ | ----------- | ----- |
| 1       | Antonio Cairoli    | KTM         | 596   |
| 2       | Steven Frossard    | Yamaha      | 472   |
| 3       | Clément Desalle    | Suzuki      | 461   |
| 4       | Evgueni Bobryschev | Honda       | 444   |
| 5       | Maximilian Nagl    | KTM         | 439   |
| 6       | Rui Gonçalves      | Honda       | 431   |
| 7       | Xavier Boog        | Kawasaki    | 347   |
| 8       | Jonathan Barragán  | Kawasaki    | 326   |
| 9       | David Philippaerts | Yamaha      | 308   |
| 10      | Kevin Strijbos     | Suzuki      | 295   |

## MX2

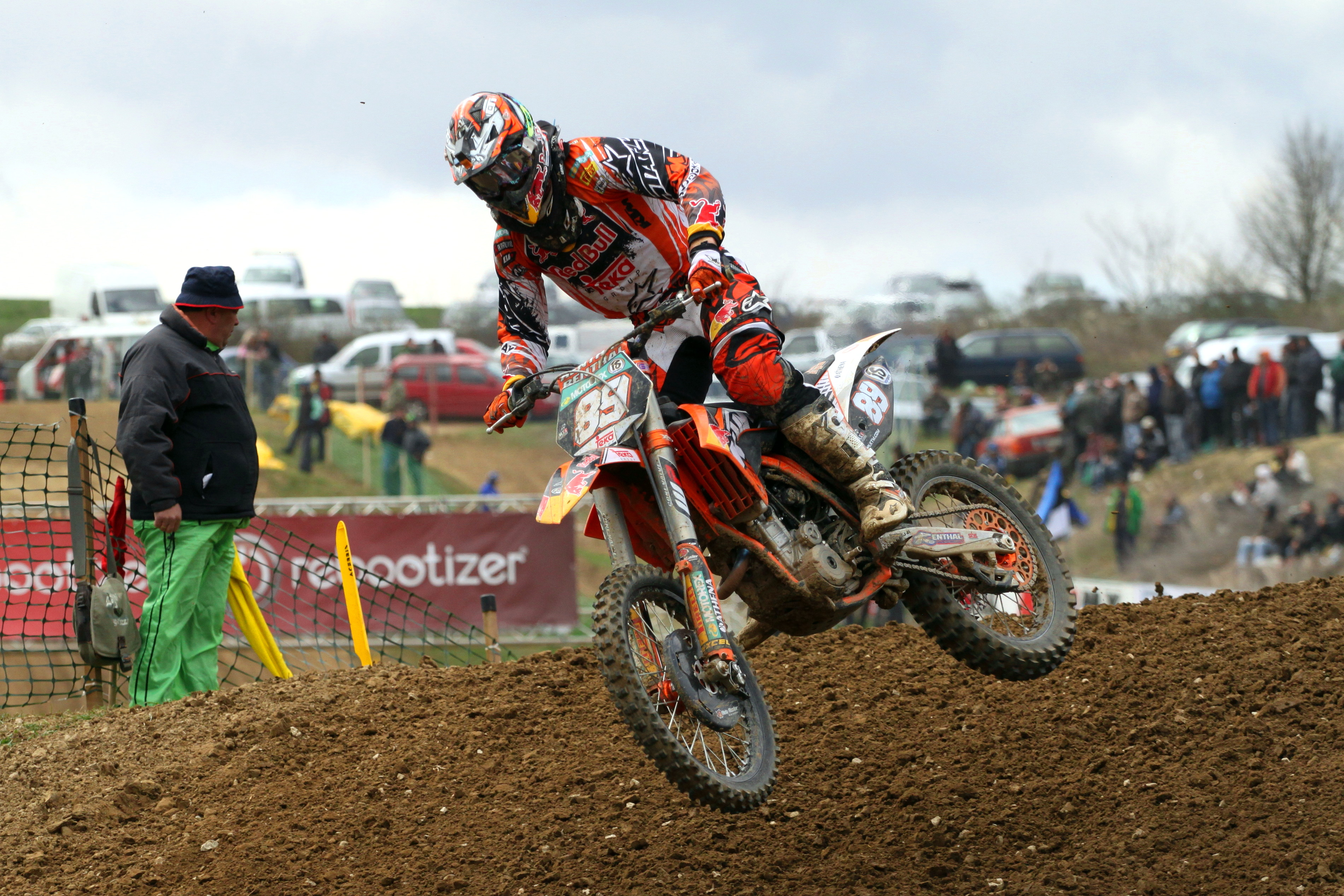
Jeremy van Horebeek al GP de Bulgària de MX2 (Sevlievo, 10/4/2011)

### Classificació final
| Posició | Pilot            | Motocicleta | Punts |
| ------- | ---------------- | ----------- | ----- |
| 1       | Ken Roczen       | KTM         | 651   |
| 2       | Jeffrey Herlings | KTM         | 632   |
| 3       | Tommy Searle     | Kawasaki    | 573   |
| 4       | Gautier Paulin   | Yamaha      | 458   |
| 5       | Arnaud Tonus     | Yamaha      | 427   |
| 6       | Max Anstie       | Kawasaki    | 405   |
| 7       | Nicolas Aubin    | KTM         | 304   |
| 8       | Zach Osborne     | Yamaha      | 295   |
| 9       | Harri Kullas     | Yamaha      | 287   |
| 10      | Joël Roelants    | KTM         | 253   |

## MX3

### Classificació final
| Posició | Pilot            | Motocicleta | Punts |
| ------- | ---------------- | ----------- | ----- |
| 1       | Julien Bill      | Honda       | 359   |
| 2       | Milko Potisek    | Honda       | 297   |
| 3       | Martin Michek    | KTM         | 287   |
| 4       | Antti Pyrhonen   | Honda       | 255   |
| 5       | Martin Zerava    | Honda       | 202   |
| 6       | Marco Maddii     | KTM         | 183   |
| 7       | Michael Stauffer | KTM         | 177   |
| 8       | Petr Michalec    | Honda       | 122   |
| 9       | Saso Kragelj     | Yamaha      | 106   |
| 10      | Marko Kovalainen | Yamaha      | 82    |

## Resum: Podi final 2011
|           | MX1             | MX1    | MX2              | MX2      | MX3           | MX3   |
| Campió    | Antonio Cairoli | KTM    | Ken Roczen       | KTM      | Julien Bill   | Honda |
| Subcampió | Steven Frossard | Yamaha | Jeffrey Herlings | KTM      | Milko Potisek | Honda |
| Tercer    | Clément Desalle | Suzuki | Tommy Searle     | Kawasaki | Martin Michek | KTM   |